# NGC 3258B
NGC 3258B је лентикуларна галаксија у сазвежђу Шмрк (Пумпа) која се налази на NGC листи објеката дубоког неба.
Деклинација објекта је - 35° 33' 49" а ректасцензија 10h 30m 25,1s. Привидна величина (магнитуда) објекта NGC 3258 износи 14,2 а фотографска магнитуда 15,2.